# Володарка Понтиди
«Володарка Понтиди» — роман українського письменника Юрія Косача, опублікований 1987 року в нью-йоркському видавництві «Нові обрії». 2013 та 2015 року роман «Володарка Понтиди» був перевиданий видавництвом А-БА-БА-ГА-ЛА-МА-ГА.

## Сюжет
Герой роману «Володарка Понтиди» — український козак-шляхтич Юрій Рославець. Зачарований «дамою свого серця» і претенденткою на імператорський трон, він «женеться за з'явою» своєї пристрасті від Парижа, через Німеччину до Венеції, Неаполя, Риму й Пізи, переживаючи карколомні пригоди і сповнюючись життєвою мудрістю й дещо фаталістичним розумінням життя і світу. Історичний, філософський і пригодницький роман Юрія Косача зображає мальовничу картину передреволюційної Європи 1770-х років.

## Видання
- Юрій Косач. Володарка Понтиди: Regina Pontica. Нью-Йорк: Нові Обрії, 1987. 445 стор., (також існує скорочена версія під назвою «Володарка Понтиди: роман мого прапрадіда» на 261 ст., Київ: Радянський письменник (1987))

- (перевидання) Юрій Косач. Володарка Понтиди: роман мого прадіда. Упорядник: В. Даниленко. Київ: Преса України. 2013. 431 с. ISBN 978-966-472-149-0 (Літературна агенція «Банкова, 2»)
- (перевидання) Юрій Косач. Володарка Понтиди. Київ: Книга. 2013. 463 с. ISBN 978-966-8314-87-2
- (перевидання) Юрій Косач. Володарка Понтиди. Київ: А-БА-БА-ГА-ЛА-МА-ГА. 2015. 528 с. ISBN 978-617-585-092-3